# Athletic Club (femminile)
L'Athletic Club, noto anche come Athletic Club Femenino e Athletic Bilbao, è una squadra di calcio femminile con sede a Bilbao, nei Paesi Baschi, in Spagna. Gioca nella Primera División Femenina, la massima categoria del campionato spagnolo femminile di calcio, della quale è campione in carica. Fondata nel 2002, gioca le partite interne presso gli Impianti di Lezama, con capienza di 1 500 posti. A livello societario fa parte dell'omonimo club maschile.

## Storia
Il club fu fondato nel 2002 quando il Leioa E.F.T. venne assorbito dall'Athletic Club. Il Leioa E.F.T., che era nato un paio di anni prima, aveva conquistato la promozione in massima serie nello stesso 2002, quindi l'Athletic Club si trovò direttamente in Superliga Femenina. La prima stagione della squadra si concluse con la vittoria del campionato: le calciatrici, guidate da Iñigo Juaristi, terminarono al primo posto a pari punti con il Levante, vincitore delle ultime due edizioni, e vincendo il titolo essendo in vantaggio negli scontri diretti. L'Athletic Club riuscì a confermarsi nelle due stagioni successive, diventando la prima squadra ad ottenere un trofeo di proprietà. Dopo aver concluso al quinto posto la stagione 2005-2006, l'Athletic Club tornò a vincere il campionato nel 2006-2007, distanziando l'Espanyol di un solo punto. Grazie a questi successi l'Athletic Club partecipò a quattro edizioni della UEFA Women's Cup, ottenendo il suo miglior risultato nella UEFA Women's Cup 2004-2005 quando raggiunse la seconda fase a gironi, concludendo al terzo posto e venendo eliminato. Negli anni successivi si mantenne sempre nelle prime tre posizioni del campionato, concludendo per quattro stagioni consecutive al terzo posto e per le successive tre stagioni terminò al secondo posto. Dopo aver concluso al terzo posto la stagione 2014-2015, al termine della stagione 2015-2016 l'Athletic Club conquistò il suo quinto campionato, tornando ad essere la squadra col maggior numero di campionati vinti. Con questa vittoria l'Athletic Club venne ammesso alla UEFA Women's Champions League 2016-2017, ma venendo subito eliminato ai sedicesimi di finale dalle danesi del Fortuna Hjørring dopo i tempi supplementari.

## Palmarès

### Competizioni nazionali
- Campionato spagnolo: 5

2002-2003, 2003-2004, 2004-2005, 2006-2007, 2015-2016

### Altri piazzamenti
- Campionato spagnolo:

Secondo posto: 2011-2012, 2012-2013, 2013-2014
Terzo posto: 2014-2015, 2017-2018

## Statistiche

### Risultati nelle competizioni UEFA
| Stagione | Competizione     | Fase                         | Avversario         | Risultato | Risultato | Risultato |
| Stagione | Competizione     | Fase                         | Avversario         | andata    | ritorno   | aggregato |
| -------- | ---------------- | ---------------------------- | ------------------ | --------- | --------- | --------- |
| 2003-04  | UEFA Women's Cup | fase a gironi, secondo turno | Neulengbach        | 2-0       | 2-0       | 2-0       |
| 2003-04  | UEFA Women's Cup | fase a gironi, secondo turno | 1º Dezembro        | 5-2       | 5-2       | 5-2       |
| 2003-04  | UEFA Women's Cup | fase a gironi, secondo turno | 1. FFC Francoforte | 1-8       | 1-8       | 1-8       |
| 2004-05  | UEFA Women's Cup | fase a gironi, primo turno   | Crusaders Strikers | 10-3      | 10-3      | 10-3      |
| 2004-05  | UEFA Women's Cup | fase a gironi, primo turno   | Maccabi Holon      | 1-1       | 1-1       | 1-1       |
| 2004-05  | UEFA Women's Cup | fase a gironi, primo turno   | Clujana            | 5-0       | 5-0       | 5-0       |
| 2004-05  | UEFA Women's Cup | fase a gironi, secondo turno | Arsenal            | 2-2       | 2-2       | 2-2       |
| 2004-05  | UEFA Women's Cup | fase a gironi, secondo turno | Djurgården         | 2-3       | 2-3       | 2-3       |
| 2004-05  | UEFA Women's Cup | fase a gironi, secondo turno | Aegina             | 5-1       | 5-1       | 5-1       |
| 2005-06  | UEFA Women's Cup | fase a gironi, primo turno   | Glasgow City       | 6-2       | 6-2       | 6-2       |
| 2005-06  | UEFA Women's Cup | fase a gironi, primo turno   | Rapide Wezemaal    | 3-0       | 3-0       | 3-0       |
| 2005-06  | UEFA Women's Cup | fase a gironi, primo turno   | Saestum            | 1-1       | 1-1       | 1-1       |
| 2007-08  | UEFA Women's Cup | fase a gironi, primo turno   | Krka               | 4-0       | 4-0       | 4-0       |
| 2007-08  | UEFA Women's Cup | fase a gironi, primo turno   | Birkirkara         | 16-0      | 16-0      | 16-0      |
| 2007-08  | UEFA Women's Cup | fase a gironi, primo turno   | Bardolino Verona   | 0-1       | 0-1       | 0-1       |
| 2016-17  | Champions League | sedicesimi di finale         | Fortuna Hjørring   | 2-1       | 1-3 (dts) | 3-4       |

## Organico

### Rosa 2016-2017
Rosa e numeri come da sito ufficiale.
| N. |                   | Ruolo | Calciatrice           |
| -- | ----------------- | ----- | --------------------- |
| 1  | Spagna (bandiera) | P     | Ainhoa Tirapu         |
| 2  | Spagna (bandiera) | A     | Estibaliz Bajo        |
| 3  | Spagna (bandiera) | D     | Ainhoa Vicente Moraza |
| 4  | Spagna (bandiera) | D     | Garazi Murua          |
| 5  | Spagna (bandiera) | C     | Maite Lizaso          |
| 6  | Spagna (bandiera) | C     | Alazne Gómez          |
| 7  | Spagna (bandiera) | A     | Nekane Díez           |
| 8  | Spagna (bandiera) | C     | Joana Flaviano        |
| 9  | Spagna (bandiera) | A     | Irune Murua           |
| 10 | Spagna (bandiera) | D     | Iraia Iturregi (c)    |
| 11 | Spagna (bandiera) | A     | Yulema Corres         |
| 12 | Spagna (bandiera) | C     | Jone Ibañez           |
| 13 | Spagna (bandiera) | P     | Jone Guarrotxena      |
| 14 | Spagna (bandiera) | C     | Eunate Arraiza        |

| N. |                   | Ruolo | Calciatrice        |
| -- | ----------------- | ----- | ------------------ |
| 15 | Spagna (bandiera) | A     | Lucía García       |
| 16 | Spagna (bandiera) | C     | Maite Oroz         |
| 17 | Spagna (bandiera) | C     | Elixabet Ibarra    |
| 18 | Spagna (bandiera) | C     | Ainhoa Álvarez     |
| 19 | Spagna (bandiera) | A     | Erika Vázquez      |
| 20 | Spagna (bandiera) | D     | Estibaliz Aizpurua |
| 21 | Spagna (bandiera) | C     | Vanesa Gimbert     |
| 22 | Spagna (bandiera) | P     | Andere Legina      |
| 23 | Spagna (bandiera) | C     | Marta Perea        |
| 24 | Spagna (bandiera) | C     | Damaris Egurrola   |
| 26 | Spagna (bandiera) | D     | María Blanco       |
| 27 | Spagna (bandiera) | D     | Andrea Sierra      |
| 28 | Spagna (bandiera) | A     | Ane Azkona         |
| 32 | Spagna (bandiera) | A     | Leyre Monente      |